# Teodor Sałparow

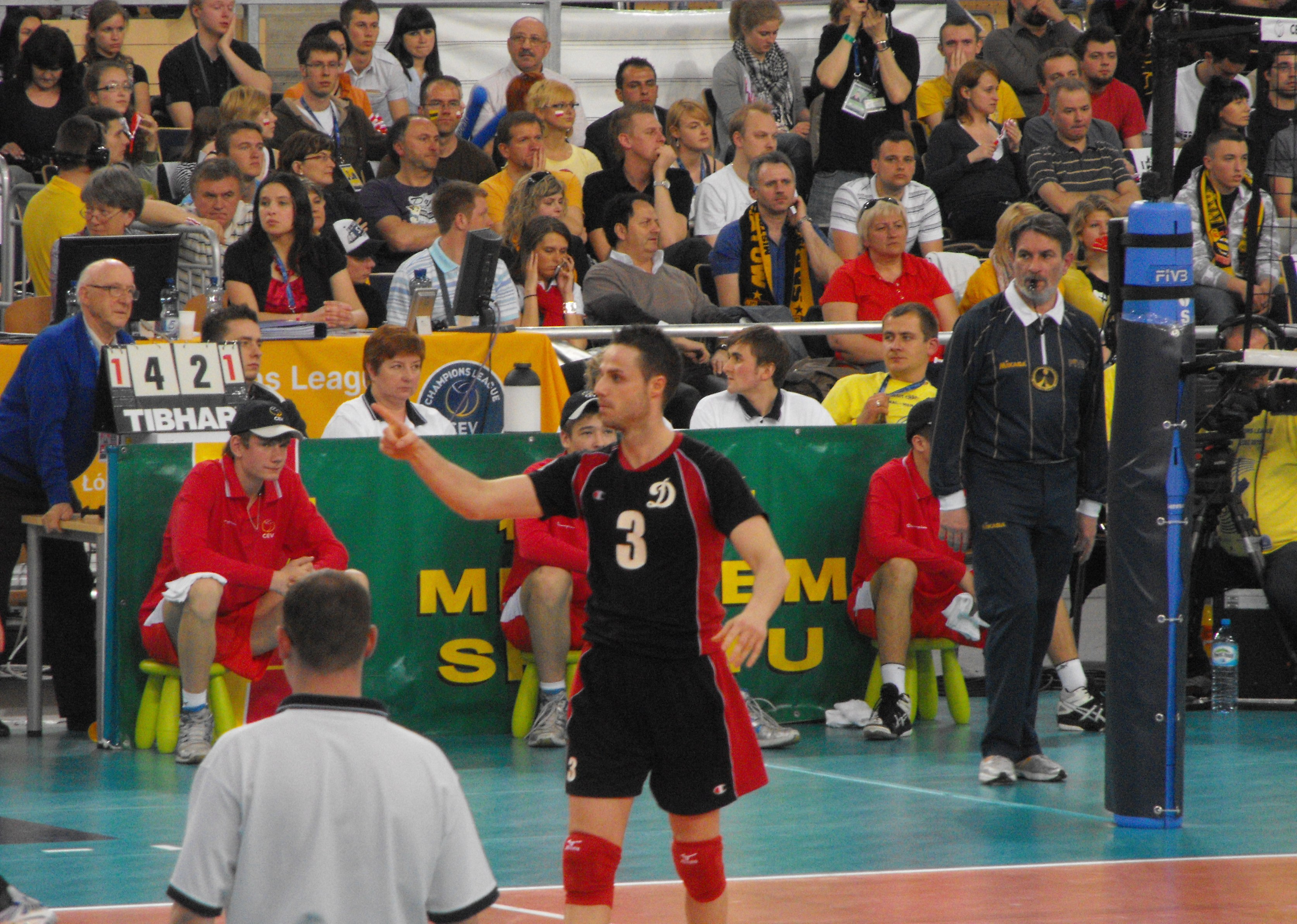
Teodor Sałparow zawodnikiem Dinama Moskwa w sezonie 2009/2010

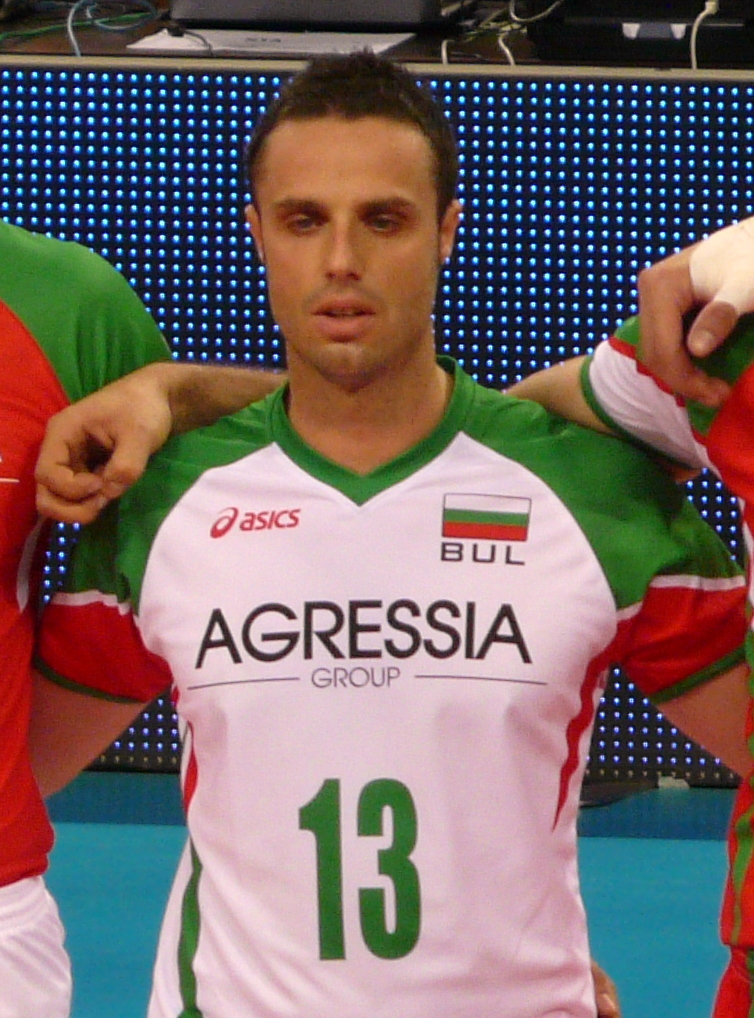
Teodor Sałparow reprezentantem Bułgarii w 2012 roku

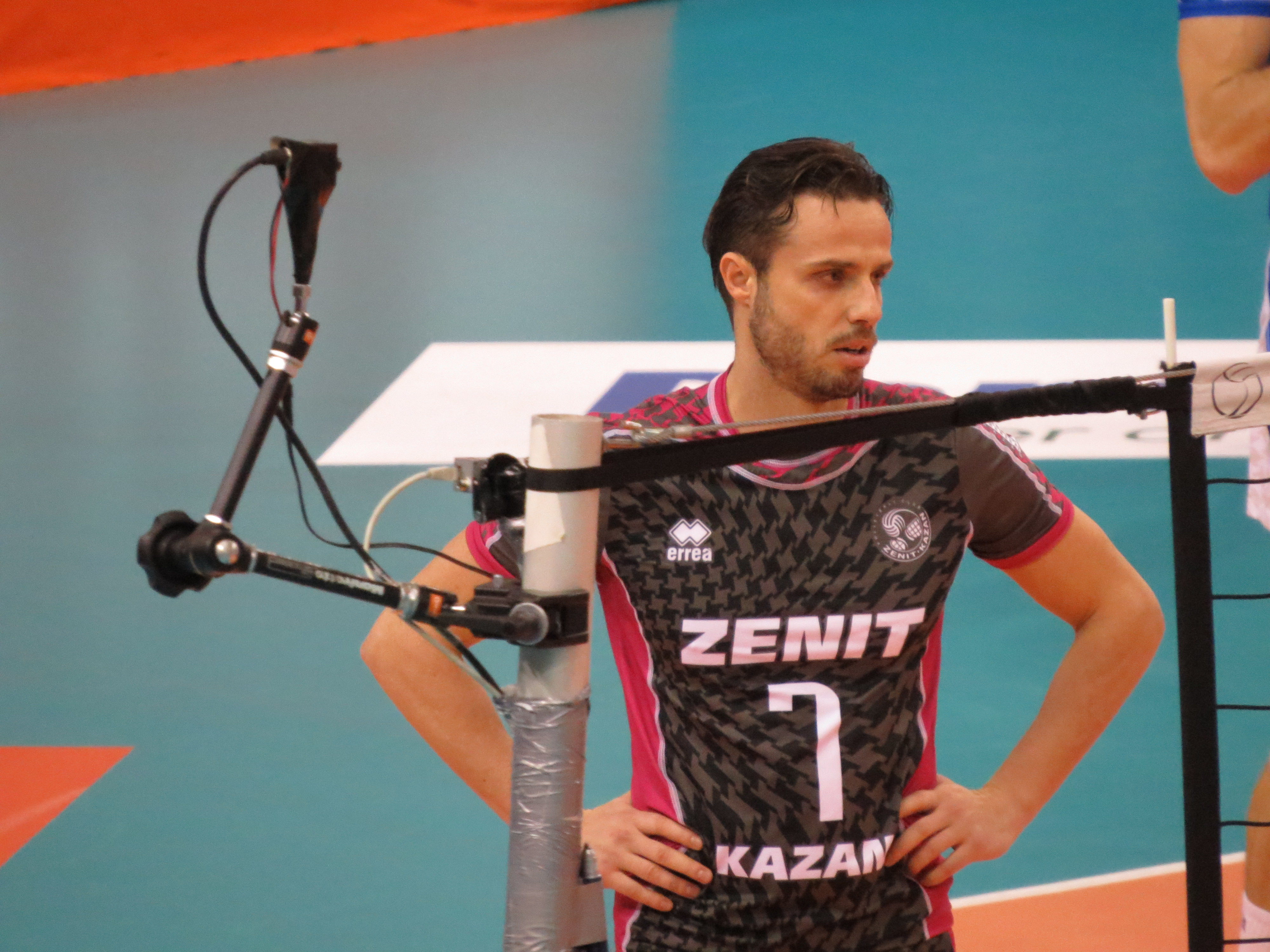
Teodor Sałparow zawodnikiem Zenitu Kazań w sezonie 2016/2017

Teodor Sałparow (bułg. Теодор Салпаров; ur. 16 sierpnia 1982 w Gabrowie) – bułgarski siatkarz, reprezentant kraju, grający na pozycji libero. 
Po zakończonym meczu z reprezentacją Francji w 1/8 finału Mistrzostw Europy 2023 postanowił zakończyć reprezentacyjną karierę.
Od 2017 roku jego żoną jest bułgarska aktorka Ralica Paskalewa. Para ma dwoje dzieci, urodzonego w lipcu 2018 roku syna Maksima i na początku października 2023 roku następnego syna. Pierwszą jego żoną była bułgarska siatkarka Bojka Delewa, z którą ma syna o imieniu Georgi. Jest on siatkarzem i gra na pozycji libero w klubie Lewski Sofia.

## Kariera klubowa
| Lata                      | Klub                 |
| 1995–2004                 | CSKA Sofia           |
| 2004–2005                 | Łucz Moskwa          |
| 2005–2006                 | Gazprom-Jugra Surgut |
| 2006–2007                 | Dinamo Moskwa        |
| 2007–2009                 | CSKA Sofia           |
| 2009–2010                 | Dinamo Moskwa        |
| 2010–2012                 | CSKA Sofia           |
| 2012–2013                 | Galatasaray Stambuł  |
| 2013–2014                 | ASUL Lyon Volley     |
| 2014–2017                 | Zenit Kazań          |
| 2017–2019 (do 04.11.2019) | Neftochimik Burgas   |
| 2019–2020 (od 07.11.2019) | Gazprom-Jugra Surgut |
| 2020–2021                 | Neftochimik Burgas   |
| 2021–2024                 | Chebyr Pazardżik     |

## Sukcesy klubowe
Puchar Rosji:
- 2006, 2014, 2015, 2016

Liga Mistrzów:
- 2015, 2016, 2017
- 2010
- 2007

Liga rosyjska:
- 2015, 2016, 2017
- 2007
- 2010

Liga bułgarska:
- 2008, 2009, 2018, 2019, 2022[5]
- 2021, 2023[6]

Superpuchar Rosji:
- 2009, 2015, 2016

Puchar Bułgarii:
- 2011, 2018, 2021, 2022[7], 2023[8]

Liga turecka:
- 2013

Klubowe Mistrzostwa Świata:
- 2015, 2016

Superpuchar Bułgarii:
- 2017, 2018, 2020, 2021, 2022

## Sukcesy reprezentacyjne
Mistrzostwa Świata:
- 2006

Puchar Świata:
- 2007

Mistrzostwa Europy:
- 2009

## Nagrody indywidualne
- 2015: Najlepszy libero turnieju finałowego Ligi Mistrzów